# Brändö kläpparna
Brändö Kläpparna är klippor nära Boskär i Nagu,  Finland.   De ligger i Pargas stad i landskapet Egentliga Finland. Ön ligger omkring 6 kilometer sydost om Boskär, omkring 21 kilometer söder om Nagu kyrka,  55 kilometer sydväst om Åbo och 170 km väster om Helsingfors. Närmaste allmänna förbindelse är förbindelsebryggan vid Kopparholm som trafikeras av M/S Nordep.
Terrängen runt Brändö Kläpparna är mycket platt.